# Méh (anatómia)

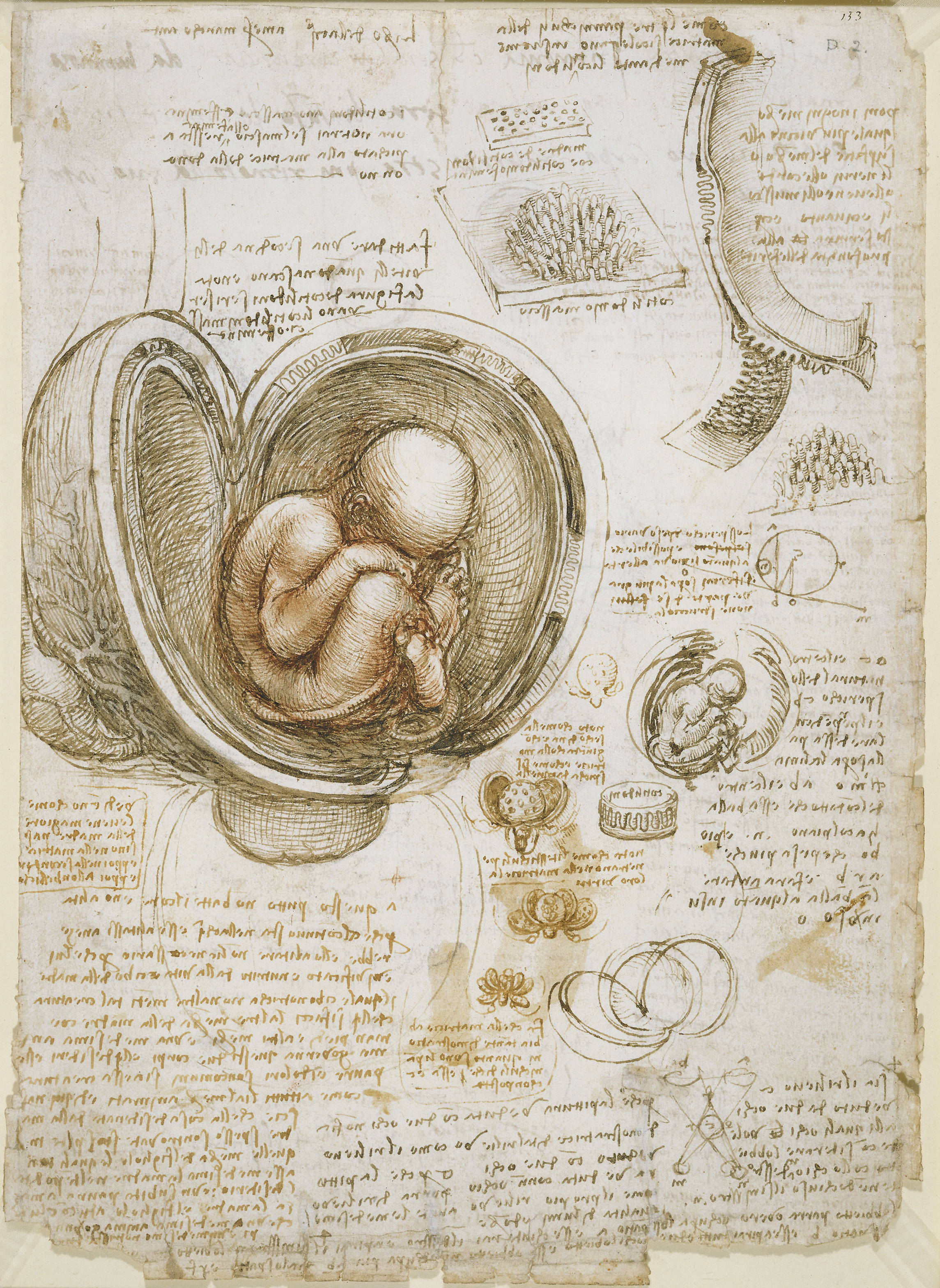
Leonardo da Vinci anatómiai tanulmánya a magzatról az anyaméhben (1511 körül)

A méh (uterus) rendeltetése a megtermékenyített pete befogadásában áll, hogy benne a magzat kifejlődjön, majd érettségét elérve megszülessen. A méh egyrészt fellazult nyálkahártyájával és a méhlepény anyai részének alkotása útján táplálja a fejlődő magzatot, másrészt pedig a magzat érettségének elérésekor, izomfalának összehúzódásaival biztosítja annak világra jöttét, megszületését.

## Alakja, részei, helyzete
Az emberi méh (uterus), nem szült állapotban formára nézve némileg körtéhez hasonlítható; homlokirányban lapult, körülbelül 1 centiméter vastag erős, tömött simaizomsejtekből alkotott fala van, mely az aránylag igen szűk, háromszögletű, haránt irányba résszerűen ellaposodott, méhüreget (cavum uteri) fogja közre. Megkülönböztetjük rajta a felfelé domború méhfenéket (fundus uteri), egy alsó keskenyebb részt méhnyak (cervix uteri) és az ezek között fekvő méhtestet (corpus uteri). A nem szült méh átlagosan 7 centiméter hosszú, szülés után 1 cm-rel hosszabb marad, fenekén 4 cm, nyakánál 2,5 cm széles; a kis medencében a húgyhólyag és végbél között fekszik, a kismedence oldalfalához a számos fontos képződményt tartalmazó hashártyaszalag, a széles méhszalag (ligamentum latum uteri) rögzíti. Üregének három nyílása van: kettő oldalt és fent a méh fenekénél, amelyekbe a két oldalról jövő petevezetékek (tuba uterina) nyílnak, alsó részében pedig a méh nyakánál az ún. belső méhszáj,(orificium internum uteri) mely a nyakcsatornán (canalis cervicis) át a hüvelybe (vagina) nyílik. A méh nyaka körülbelül 3 cm hosszú, ürege az előbb említett nyíláson a méh üregével, másik nyílásával, az ún. külső méhszáj (ostium uteri) útján a hüvellyel közlekedik. A méh nyakának alsó vége a külső méhszájjal egy rövid darabon szabadon benyúlik a hüvely üregébe, ez a méhnyak hüvelyi része (portio vaginalis uteri). Az egész uterus a hüvely tengelyéhez viszonyítottan előredőlt helyzetben van (anteversio), ezen túlmenően a méhnyak hossztengelyéhez képest a méhtest előrehajlik (anteflexio). Ebből adódik a méh jellegzetes anteverziós-flexiós helyzete, aminek következtében a méh ürege közel a vízszintes síkban helyezkedik el. (Normál húgyhólyagteltség mellett.)

## Falszerkezete
Az uterus testének fala főleg tömött, hálózatos szerkezetű simaizomból, áll ami nagyon sok eret tartalmaz. Az izomzatban leíró anatómiai módszerekkel nem lehet jól meghatározott rétegeket megkülönböztetni. Elöl és hátul hashártya borítja, üregét nyálkahártya béleli, amelynek alaprétege (stratum basale) részben be is terjed a belső izomrostok közé és nem lökődik le, a fölötte lévő réteg (stratum funkcionale) állandó változásokat mutat (ösztrogén és progeszteron hatás) a menstruációs ciklus során, amelynek végén vérzés kíséretében lelökődik. Ezt követően a visszamaradt sebfelszín behámosodik, és megkezdődik a méhnyálkahártya újraépülése. A méhnyak falszerkezete és nyálkahártyája szövettanilag és funkcionálisan is lényegesen eltér a méhtest falszerkezetétől és nyálkahártyájától. A méhnyak falában sok a kötőszövetes rost, ami hormonális hatásra történő fellazulásával szüléskor elősegíti a méhszáj tágulását. A méhnyak nyálkahártyája nem lökődik le menstruációkor, és olyan mirigyeket tartalmaz, amelyek a nyakcsatornát elzáró nyákdugót hozzák létre. Ez megakadályozza a kórokozók felhatolását, ugyanakkor nem képez áthatolhatatlan gátat a spermiumok előtt.

## Hashártyaviszonyai, rögzítése

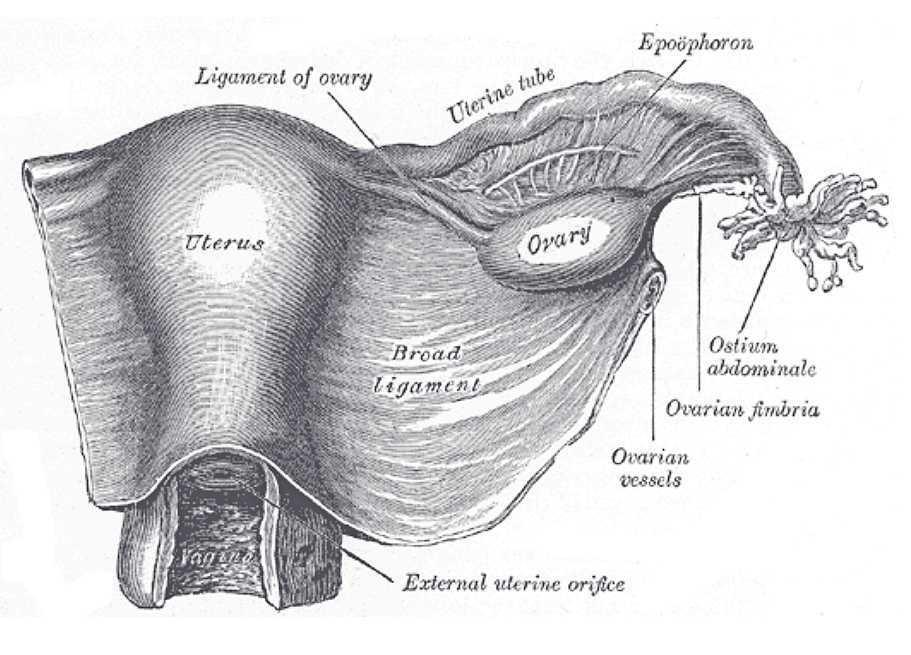
A méh, a jobb oldali a széles méhszalag, a petevezeték és petefészek rögzítő szalagjaival (hátulról)

A méh elülső felszínét a méhtest-méhnyak határáig, hátsó felszínét a hátsó hüvelyboltozattal (fornix vaginae posterior) való kapcsolódásáig hashártya (peritoneum) borítja. Az utóbbi helyen a hashártya a hátsó hüvelyboltozatra is ráterjed (excavatio rectouterina; Douglas-üreg). Ennek fontos jelentősége van, mert így a hashártyaüreg (cavum peritoneale) legmélyebb részén felhalmozódó folyadék (vér, gyulladásos folyadék) kitapintható, illetve megfelelő lecsapoló (punkciós) tűvel abból minta vehető, vagy gyógyítási céllal lecsapolható. Az uterus rögzítésében függesztő és alátámasztó rendszert szokás megkülönböztetni. Az előbbiekhez tartoznak a különböző szalagok, amelyek a széles méhszalag állományában futnak. Ezek közül a legfontosabbak az uterust a kismedence falához illetve az ott található képződményekhez rögzítő haránt kötőszövetes köteg (ligamentum transversum seu cardinale uteri), valamint a tubaszögletből kiinduló kerek méhszalag (ligamentum teres uteri) és a petefészekhez futó szalag (ligamentum ovarii proprium). A hátra futó - Douglas- üreget határoló - két hashártyaredő (plica rectouterina) szintén tartalmaz a rögzítést szolgáló kötőszövetes rostkötegeket. Ma a legfontosabb rögzítő rendszernek az uterus alátámasztó készülékét tartják. Ez a sajátosan merev falú hüvelyen keresztül a gát elülső részére (diaphragma urogenitale) történő támaszkodást jelenti. (Nem véletlen, hogy szülések után is a gát helyreállítására helyezik a fő hangsúlyt.)

## Vérellátása

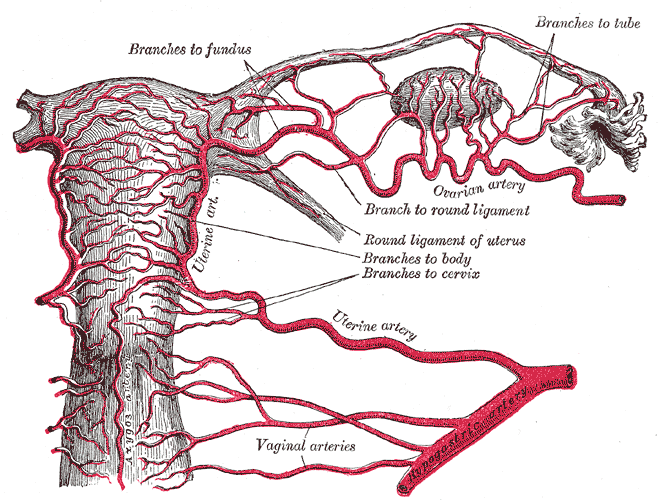
A női nemi szervek vérellátása

Az uterus vérellátását a belső csípőerekből kapja, nőkben az utóbbiaknak ezek a legerősebb ágai. Az anyaméh fő verőerei (arteria uterina) a belső csipőverőerekből (arteria iliaca interna seu arteria hypogastrica) eredő fő méhartériák a kismedence oldalfala felől – a széles méhszalag alsó részén – vízszintesen a méhnyak-méhtest oldalsó határához futnak. Itt kisebb ágat adnak le a hüvely felé, majd a méhtest két szélén fölfelé futva látják el a méh állományát. Ez utóbbi szakaszuk jellegzetesen erősen kanyargós lefutású, ami lehetővé teszi, hogy kövessék a terhességkor erősen megnövekedő anyaméh méretváltozásait. Fent ágakat adnak a petevezetékhez és a petefészekhez, utóbbi ágakon keresztül kapcsolatba kerülnek a petefészket ellátó artériával (ateria ovarica). Visszerei egy kiterjedt kismedencei vénás fonatrendszeren keresztül a belső csípővénába ömlenek (vena iliaca interna seu hypogastrica).

## A széles méhszalag
A széles méhszalag (ligamentum latum uteri) az anyaméh két oldalán elhelyezkedő, lefelé szélesedő (háztetőszerű) hashártyával borított képződmény. Felső szögletében a petevezeték (tuba uterina) fut kísérő artériájával együtt. A hátsó lemezéhez rögzül a petefészek (ovarium) és részben benne futnak az ovarium erei. Ugyancsak állományához tartoznak az uterus függesztő készülékeinél említett szalagok (ligamentum ovarii proprium, ligamentum teres uteri, ligamentum transversum uteri). Nagyon fontos képlete az előbb tárgyalt méhartéria (artéria uterina). A két hashártyalemez között található, a méh két oldalán lévő kötőszövetes teret - amelyek az előbbi képződményeken kívül - a méh nyirokelvezető rendszerét is tartalmazza, parametriumnak is nevezik. Klinikai jelentőségét az adja, hogy a méhből kiinduló kóros, gyulladásos vagy daganatos folyamatoknak ez a fő terjedési iránya. Részt vesz az uterus előtt (excavatio vesicouterina) és mögött (excavatio rectouterina; Douglas-üreg) hashártyával bélelt gödrök határolásában.